# Pseudiastata nebulosa
Pseudiastata nebulosa is een vliegensoort uit de familie van de fruitvliegen (Drosophilidae). De wetenschappelijke naam van de soort is voor het eerst geldig gepubliceerd in 1908 door Coquillett.